# Uriménil
Uriménil – miejscowość i gmina we Francji, w regionie Grand Est, w departamencie Wogezy.
Według danych na rok 1990 gminę zamieszkiwały 1502 osoby, a gęstość zaludnienia wynosiła 96 osób/km² (wśród 2335 gmin Lotaryngii Uriménil plasuje się na 269. miejscu pod względem liczby ludności, natomiast pod względem powierzchni na miejscu 314.).